# 命令形

日本の規制標識「一時停止」は動詞「止まる」の命令形「止まれ」と書いた赤色逆三角形を様式としている。

命令形（めいれいけい）とは、日本語の用言における活用形の一つ。日本語の動詞や形容詞などは語形変化を起こすが、活用形とは学校文法において語形変化後の語形を6つに分類したものであり、命令形はそのうちの一つで6番目に置かれる。

## 定義
命令形は聞き手に対する命令や指示をする意味で文末で言い切る際の用いられる語形である。東条義門の『和語説略図』（1833年）においては希求言とされていた。
四段動詞・ナ変動詞・ラ変動詞では已然形と同じく、エ段音となり、一段動詞・二段動詞ではイ段音あるいはエ段音+「よ（ろ）」になる。一方、形容詞・形容動詞では「かれ」「なれ」となるが、現代口語では「大きくなれ」「静かにしろ」のように他の動詞とともに使われるので、命令形は設けられない。
| 文語     | 文語         | 文語     | 文語         | 文語      | 口語         | 口語   | 口語          | 口語      | 口語 |
| 品詞     | 活用の種類   | 例語     | 語形         | 語形      | 活用の種類   | 例語   | 語形          | 語形      |      |
| -------- | ------------ | -------- | ------------ | --------- | ------------ | ------ | ------------- | --------- | ---- |
| 動詞     | 四段活用     | 書く     | かけ         | -e        | 五段活用     | 書く   | かけ          | -e        |      |
| 動詞     | ラ行変格活用 | あり     | あれ         | -e        | 五段活用     | 書く   | かけ          | -e        |      |
| 動詞     | ナ行変格活用 | 死ぬ     | しね         | -e        | 五段活用     | 書く   | かけ          | -e        |      |
| 動詞     | 下一段活用   | 蹴る     | けよ         | -eよ      | 下一段活用   | 受ける | うけろ うけよ | -eろ -eよ |      |
| 動詞     | 下二段活用   | 受く     | うけよ       | -eよ      | 下一段活用   | 受ける | うけろ うけよ | -eろ -eよ |      |
| 動詞     | 上一段活用   | 着る     | きよ         | -iよ      | 上一段活用   | 起きる | おきろ おきよ | -iろ -iよ |      |
| 動詞     | 上二段活用   | 起く     | おきよ       | -iよ      | 上一段活用   | 起きる | おきろ おきよ | -iろ -iよ |      |
| 動詞     | カ行変格活用 | 来       | こ （こよ）  | -o (-oよ) | カ行変格活用 | 来る   | こい          | -oい      |      |
| 動詞     | サ行変格活用 | す       | せよ         | -eよ      | サ行変格活用 | する   | しろ せよ     | -iろ -eよ |      |
| 形容詞   | ク活用       | なし     | なかれ       | かれ      |              |        |               |           |      |
| 形容詞   | シク活用     | 美し     | うつくしかれ | しかれ    |              |        |               |           |      |
| 形容動詞 | ナリ活用     | 静かなり | しずかなれ   | なれ      |              |        |               |           |      |
| 形容動詞 | タリ活用     | 堂々たり | どうどうたれ | たれ      |              |        |               |           |      |

## 問題点
命令形で問題になるのは、一段活用・二段活用・カ変・サ変の「よ（ろ）」であり、これを助詞に分類して除外すれば、これらは未然形と同じ語形である。解決には以下のように起源をみる方法がある。

## 通時的にみた命令形の由来
四段、ラ変及びナ変型は、命令形接辞「よ」が無いと判別し得ない二段型等と違いエ段だけでも命令の意味が通る。もともと終止形が生じる以前は連用形は「言い切り」の形であったが、末尾/i/に命令形接辞/jo(乙)/がついたことで連用形末尾/i/が調音の類似により半母音の/j/と統合され、さらに/io(乙)/（オ段乙類音、中舌的なオ=中舌中央母音のような音か？）となり母音結合によって/je/（エ段甲類音）を形成したことに由来すると考えられている。
その他の型（サ変、カ変、二段型など、「よ」が無いと意味が通らないもの）は、そもそもその連用形がイ段乙類音（/ui/のような音と推定される）やエ段乙類音（/e/のような音と推定される）などで、それはもともと母音結合によってできたものと考えられるので、/jo/が下接してもさらなる母音結合を起こさなかったために、「よ」が残存したものと思われる。
なお、サ変、カ変については、連用形と命令形が異なるが、古くは連用形接続の助動詞「き」につくときに、サ変では「せし時」、カ変では「こし方」のように未然形とされている形が接続していることがある。故に古くはサ変、カ変の連用形はそれぞれ「せ」「こ(乙)」と考えられるのだ。また、カ変「こ(乙)」の命令形は単独で使い得たがサ変「せ」は「よ」がつく。これは/ko(乙)/に/jo(乙)/（=/o(乙)/）がついても母音が変化しないまま命令形を形成したことになり、サ変は下二段型と同じ理由で「よ」が残存したと考えられる。
これにより、すべての動詞における命令形は「連用形+命令形接辞『よ(乙)』」からなると言える。

## 共時的にみた命令形の由来
形態論において語の変化しない部分は語幹と呼ばれ、それに付属することで語形に変化をもたらすとともに文法的意味を表すものを語尾と呼ぶ。これによると日本語の動詞は子音語幹動詞と母音語幹動詞に分けられる。子音語幹動詞は四段動詞・ラ変動詞・ナ変動詞のことをいい、ローマ字分析すると変化しない語幹部分は子音で終わっている。一方、母音語幹動詞は一段動詞・二段動詞である。文語においては語幹母音が母音交替を起こして2通りの語形をもっているが、現代口語においては母音交替は起こらず語幹が一定である。
このように見ると、命令形とは子音語幹動詞（四段動詞・ラ変動詞・ナ変動詞）においては母音/e/で作られる語尾-eが語幹子音につくことによって作られた語形であるといえる。一方、母音語幹動詞においては-jo/-roという別の語尾がつけられたものである。なおこの「よ/ろ」はそれぞれほぼ西/東日本の方言形であり、東国の「ろ」は万葉集の時代からあったことが知られている。
また形容詞・形容動詞は文語においてカリ活用やナリ活用と言われる活用をもつが、これは語幹と語尾との間に-ar-（あり）が入るものをいっている。「あり」は単体では存在を表す語であるが、語尾として使われると指定・措定の文法機能を果たしている。よってその活用も子音語幹動詞「あり」に従って-eによって命令形が作られている。